# To Kill a Tiger
To Kill a Tiger é um documentário canadense de 2022, dirigido por Nisha Pahuja. O filme é centrado em uma família em Jharkhand, na Índia, que faz campanha por justiça depois que sua filha adolescente foi brutalmente estuprada.
O filme estreou no Festival Internacional de Cinema de Toronto em 10 de setembro de 2022. O filme teve sua estreia americana no Lighthouse International Film Festival em junho de 2023.

## Recepção
O filme foi nomeado para a lista anual dos dez melhores do Canadá de final de ano do TIFF em 2022.
Janet Smith, do Stir, elogiou o filme, escrevendo que Pahuja "oferece ao espectador um acesso notável à vida da aldeia, não apenas na casa modesta onde a família de Ranjit faz roti em uma fogueira, mas nos campos onde pastoreiam cabras e coletam água de um bomba. A câmera encontra detalhes discretos, como a filha de Ranjit tecendo cuidadosamente fitas em seu cabelo. Mulheres e homens insistem que a comunidade, e não o tribunal criminal, deve resolver o problema com um casamento forçado – para remover a 'mancha nela'. O os homens tornam-se cada vez mais hostis – à família e, eventualmente, à própria equipe de filmagem."
Andrew Parker, do TheGATE.ca, escreveu que "como um trabalho altamente detalhado e pessoal que pode apontar as pessoas em uma direção onde elas poderiam aprender mais sobre o assunto e causar um impacto maior, To Kill a Tiger tem um poder inegável e inabalável. É um daqueles documentários onde quem assiste não será a mesma pessoa que era quando começou."
James Mackin, do CityNews, avaliou o filme com quatro estrelas, escrevendo que "To Kill A Tiger é sobre como resolver um problema intransponível. As probabilidades estão contra eles, a cultura da nação se opõe ao seu desejo de justiça. Mas Ranjit e sua família perseveram e são capazes permanecer na aldeia. Este documentário é uma vitrine incrivelmente emocionante que vale a pena assistir."
Thom Ernst, do Northern Stars, escreveu que "contado com imensa compaixão e coragem, To Kill a Tiger é o melhor filme de Pahuja e um dos melhores documentários do festival deste ano". O filme também chamou a atenção da comediante e produtora Mindy Kaling, que chamou o filme de um "triunfo" e que "todos deveriam ver!"